# Escitalopram
Escitalopram – organiczny związek chemiczny, S-enancjomer citalopramu, który jest dotychczas najbardziej selektywnym inhibitorem wychwytu zwrotnego serotoniny, klasyfikowany jako allosteryczny inhibitor zwrotnego wychwytu serotoniny (ASRI). Wykazuje około dwukrotnie silniejsze działanie, w porównaniu do mieszaniny racemicznej. Wprowadzony do lecznictwa światowego w 2001 roku przez duńską firmę H. Lundbeck. Znalazł zastosowanie jako lek przeciwdepresyjny w leczeniu stanów o dużym nasileniu, przebiegających z lękiem, z agorafobią lub bez agorafobii. W porównaniu z citalopramem działanie escitalopramu jest silniejsze, a działania niepożądane pojawiają się rzadziej. W Polsce zarejestrowany jest do leczenia depresji, lęku napadowego (z agorafobią lub bez), lęku społecznego (fobii społecznej) oraz zaburzenia obsesyjno-kompulsyjnego.
Różni się od citalopramu bardziej wybiórczym działaniem hamującym wychwyt zwrotny serotoniny. Nie wykazuje powinowactwa lub wykazuje bardzo niewielkie powinowactwo do wielu receptorów, w tym receptorów serotoninergicznych 5-HT1A, 5-HT2, receptorów dopaminergicznych D1 i D2, receptorów adrenergicznych ɑ1, ɑ2 i β oraz receptorów histaminowych H1, muskarynowych, benzodiazepinowych i opioidowych.
Czas półtrwania leku wynosi 27–32 godziny. Escitalopram nie ma istotnego klinicznie wpływu na izoenzymy cytochromu P450.

## Zastosowanie
Escitalopram został zatwierdzony przez FDA do leczenia dużych zaburzeń depresyjnych u młodzieży i dorosłych oraz uogólnionych zaburzeń lękowych u dorosłych. W krajach europejskich i Wielkiej Brytanii jest zatwierdzony do leczenia depresji i zaburzeń lękowych, w tym: zespołu lęku ogólnego, zespołu lęku społecznego, zaburzenia obsesyjno-kompulsyjnego i lęku napadowego z lub bez agorafobii. W Australii jest zatwierdzony do leczenia poważnych zaburzeń depresyjnych.

### Depresja
Escitalopram został zatwierdzony przez amerykańskie organy regulacyjne do leczenia dużych zaburzeń depresyjnych na podstawie czterech badań kontrolowanych placebo, podwójnie ślepych, z których trzy wykazały statystyczną przewagę nad placebo.
Kontrowersje dotyczyły skuteczności escitalopramu w porównaniu z jego poprzednikiem, citalopramem. Znaczenie tej kwestii wynikało z wyższego kosztu escitalopramu w porównaniu z generyczną mieszaniną izomerów citalopramu przed wygaśnięciem patentu na escitalopram w 2012 r., co doprowadziło do oskarżeń o nadużycia patentowe. W związku z tym zagadnienie to zostało zbadane w co najmniej 10 różnych przeglądach systematycznych i w metaanalizach. Od 2012 r. w przeglądach stwierdzono (z zastrzeżeniami w niektórych przypadkach), że escitalopram jest umiarkowanie lepszy od citalopramu pod względem skuteczności i tolerancji.
W przeglądzie z 2011 r. stwierdzono, że leki przeciwdepresyjne drugiej generacji wydają się równie skuteczne, chociaż mogą różnić się początkiem i skutkami ubocznymi. Wytyczne dotyczące leczenia wydane przez Narodowy Instytut Zdrowia i Doskonałości Klinicznej w USA oraz Amerykańskie Towarzystwo Psychiatryczne generalnie odzwierciedlają ten punkt widzenia.
W 2018 r. przegląd systematyczny i metaanaliza sieciowa porównująca skuteczność i akceptowalność 21 leków przeciwdepresyjnych wykazały, że escitalopram jest jednym z najskuteczniejszych.

### Zaburzenia lękowe
Escitalopram wydaje się być skuteczny w leczeniu ogólnego zaburzenia lękowego, przy czym nawrót po escitalopramie wynosi 20%, a w grupie placebo 50%.
Escitalopram wydaje się skuteczny w leczeniu fobii społecznej.

## Efekty uboczne
Wykazano, że escitalopram, podobnie jak inne leki z grupy SSRI, wpływa na funkcje seksualne, powodując działania niepożądane, takie jak zmniejszenie libido, opóźniony wytrysk i anorgazmia.
Istnieją również dowody na to, że SSRI mogą powodować nasilenie myśli samobójczych. Analiza przeprowadzona przez FDA wykazała statystycznie nieistotny 1,5-2,4-krotny (w zależności od zastosowanej techniki statystycznej) wzrost samobójstw wśród dorosłych leczonych escitalopramem ze wskazań psychiatrycznych. Autorzy badania pokrewnego zwracają uwagę na ogólny problem z podejściami statystycznymi: ze względu na rzadkość zdarzeń samobójczych w badaniach klinicznych trudno jest wyciągnąć jednoznaczne wnioski na próbie mniejszej niż dwa miliony pacjentów.

### Bardzo częste efekty (zapadalność >10%)[22][23][24][25]
- Ból głowy (24%)
- Nudności (18%)
- Zaburzenia wytrysku (9–14%)
- Senność (4–13%)
- Bezsenność (7–12%)

### Częste efekty (zapadalność 1–10%)[22][23][24][25]
- Bezsenność
- Senność
- Zawroty głowy
- Parestezje
- Drżenia
- Zmniejszony lub zwiększony apetyt
- Lęk
- Niepokój
- Nienormalne sny
- Zmniejszone libido
- Anorgazmia
- Zapalenie zatok (zatkany nos)
- Ziewanie
- Biegunka
- Zaparcia
- Wymioty
- Suchość w ustach
- Nadmierne pocenie
- Bóle stawów
- Mialgia (bóle mięśni i bóle)
- Zmęczenie
- Gorączka
- Impotencja (zaburzenia erekcji)

## Preparaty

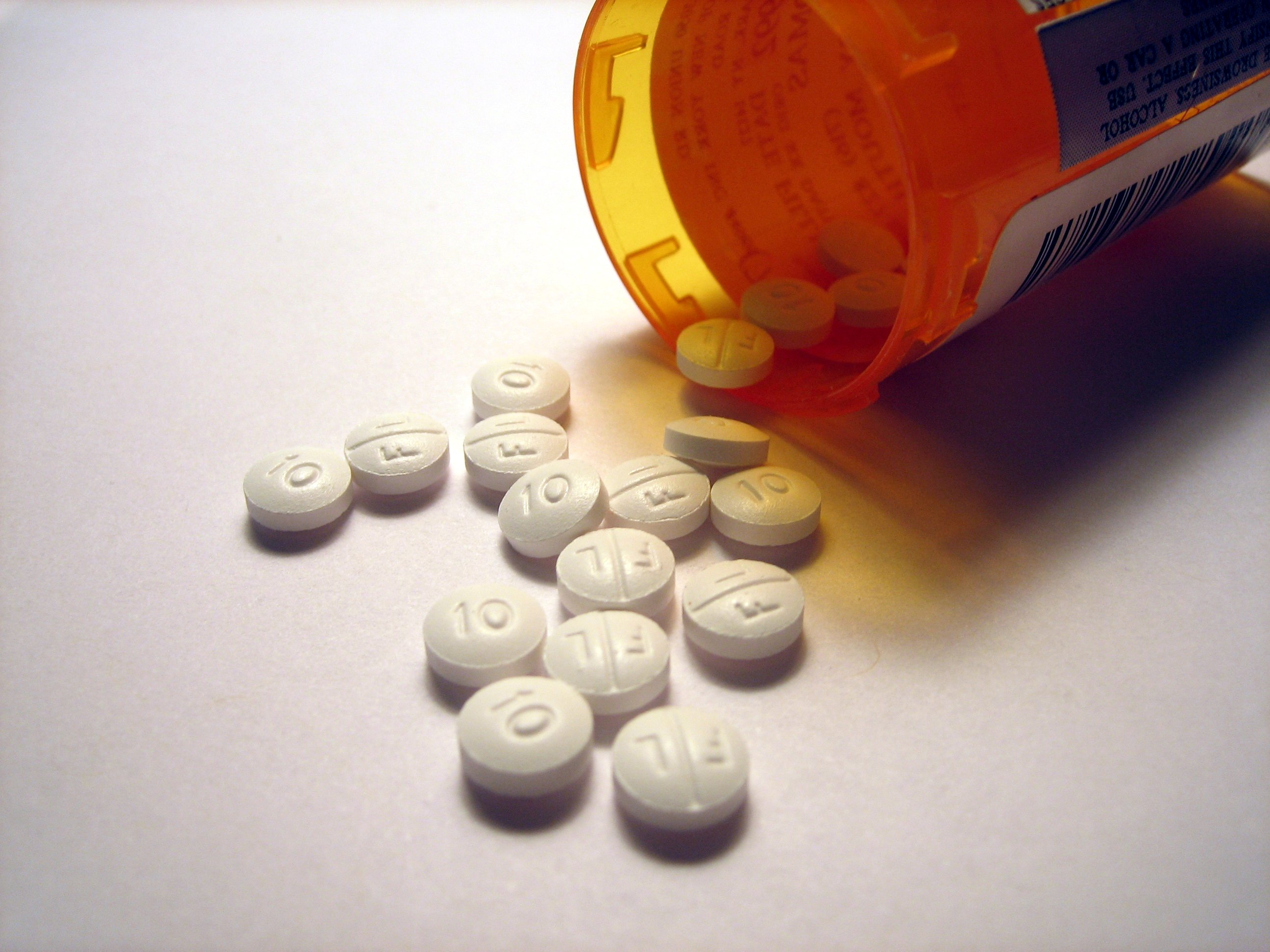
Tabletki preparatu Lexapro 10 mg (preparat oryginalny)

Preparaty escitalopramu dopuszczone do obrotu w Polsce:

### Z pozwoleniem bezterminowym
- Aciprex – tabletki powlekane, 5/10 mg – Biofarm Sp. z o.o.
- ApoEscitaxin ORO – tabletki ulegające rozpadowi w jamie ustnej, 5/10/20 mg – Apotex Europe B.V.
- Betesda – krople doustne, roztwór, 20 mg/ml – AXXON Sp. z o.o.
- Depralin – tabletki powlekane, 10 mg – Zakłady Farmaceutyczne POLPHARMA S.A.
- Depralin ODT – tabletki ulegające rozpadowi w jamie ustnej, 5/10/20 mg – Zakłady Farmaceutyczne POLPHARMA S.A.
- Elicea – tabletki powlekane, 5/10/20 mg – Krka d.d., Novo mesto
- Elicea Q-Tab – tabletki ulegające rozpadowi w jamie ustnej, 5/10/15/20 mg – Krka, d.d., Novo mesto
- Escipram – tabletki powlekane, 5/10/15/20 mg – G.L. Pharma GmbH
- Escitalopram Actavis – tabletki powlekane, 10/15/20 mg – Actavis Group PTC ehf.
- Escitalopram Bluefish – tabletki powlekane, 10/20 mg – Bluefish Pharmaceuticals AB
- Escitil – tabletki powlekane, 10/20 mg – Egis Pharmaceuticals PLC
- Lenuxin – tabletki powlekane, 10 mg – Gedeon Richter Plc.
- Lexapro (preparat oryginalny) – tabletki powlekane, 10 mg – H. Lundbeck A/S
- Mozarin – tabletki powlekane, 10/15/20 mg – Adamed Pharma S.A.
- Nexpram – tabletki powlekane, 10/20 mg – Przedsiębiorstwo Farmaceutyczne LEK-AM Sp. z o.o.
- Pralex – tabletki powlekane, 5/10/15/20 mg – Orion Corporation
- Pramatis – tabletki powlekane, 5/10/20 mg – Sandoz GmbH
- Servenon – tabletki powlekane, 10/15/20 mg – Glenmark Pharmaceuticals s.r.o.
- Symescital – tabletki powlekane, 5/10 mg – Symphar Sp. z o.o.

### Bez pozwolenia bezterminowego
- Deprilept – tabletki powlekane, 10/20 mg – Ranbaxy (Poland) Sp. z o.o.
- Deprilept – tabletki powlekane, 20 mg – Ranbaxy (Poland) Sp. z o.o.
- Elicea – tabletki powlekane, 10 mg – Delfarma Sp. z o.o. / IVA PHARM Sp. z o.o. / InPharm Sp. z o.o. / Forfarm Sp. z o.o. / PharmaVitae Sp. z o.o. sp. k. / Pharmapoint SA
- Elicea – tabletki powlekane, 5 mg – InPharm Sp. z o.o. / Delfarma Sp. z o.o. / Pharmapoint SA
- Elicea Q-Tab – tabletki ulegające rozpadowi w jamie ustnej, 10 mg – Forfarm Sp. z o.o. / Delfarma Sp. z o.o.
- Escitalopram Actavis – tabletki powlekane, 10 mg – Delfarma Sp. z o.o. / Laboratorium Galenowe Olsztyn Sp. z o.o. / Forfarm Sp. z o.o. / InPharm Sp. z o.o. / Delfarma Sp. z o.o.
- Escitalopram Aurovitas – tabletki powlekane, 10/15/20 mg – Aurovitas Pharma Polska Sp. z o.o.
- Escitalopram Genoptim – tabletki powlekane, 10/20 mg – Synoptis Pharma Sp. z o.o.
- Escitalopram LEK-AM – tabletki powlekane, 5/10/15/20 mg – Przedsiębiorstwo Farmaceutyczne LEK-AM Sp. z o.o.
- Escitil – tabletki powlekane, 10 mg – Delfarma Sp. z o.o. / InPharm Sp. z o.o. / Forfarm Sp. z o.o. / Pretium Farm Sp. z o.o. / PharmaVitae Sp. z o.o. sp. k.
- Lexapro – tabletki powlekane, 10 mg – InPharm Sp. z o.o. / Delfarma Sp. z o.o.
- Nexpram – tabletki powlekane, 10 mg – Delfarma Sp. z o.o. / InPharm Sp. z o.o.
- Oroes – tabletki powlekane, 10 mg – +pharma arzneimittel gmbh
- Servenon – tabletki powlekane, 10 mg – Delfarma Sp. z o.o.